# Franklin Sumner Earle
Franklin Sumner Earle (1856–1929) là một nhà nấm học Hoa Kỳ. Ông là nhà nấm học đầu tiên làm việc tại Vườn Thực vật New York, và là tác giả của cuốn sách The Genera of North American Gill Fungi .